# Мая (готварство)
Вижте пояснителната страница за други значения на Мая.
Мая̀та е биологичен продукт, представляващ концентрирана маса от дрожди от вида Saccharomyces cerevisiae.
Използва се при приготвяне на хляб и други тестени продукти. Тя превръща захарите на продукта във въглероден диоксид и етанол. На нея се дължи процесът на втасване на тестото при приготвяне на хляб, предшестващ печенето му. Използването на картофи, яйца, царевично брашно, захар спомага за по-бързия растеж на дрождите. Сол и мазнини забавят растежа им и коригират процеса на втасване на тестото.
Маята може да бъде:
- По произход – хмелова, нахутова, бобова;
- По предназначение – хлебна (за хлебни изделия), бирена (за пиво и фармацевтични цели).

Тя също така може да е прясна или суха. Сухата мая може да се съхранява дълго време, докато прясната мая се разваля бързо и трябва да се държи в хладилник, но от друга страна е по-ефикасна. Сухата мая (на прах или гранули) е изобретена по време на Втората световна война.
Не се знае кога за първи път е използвана мая, но се счита, че това е станало в Древен Египет. В Европа основни производители на мая са Франция, Турция и Русия.